# Programa para la Uganda Británica

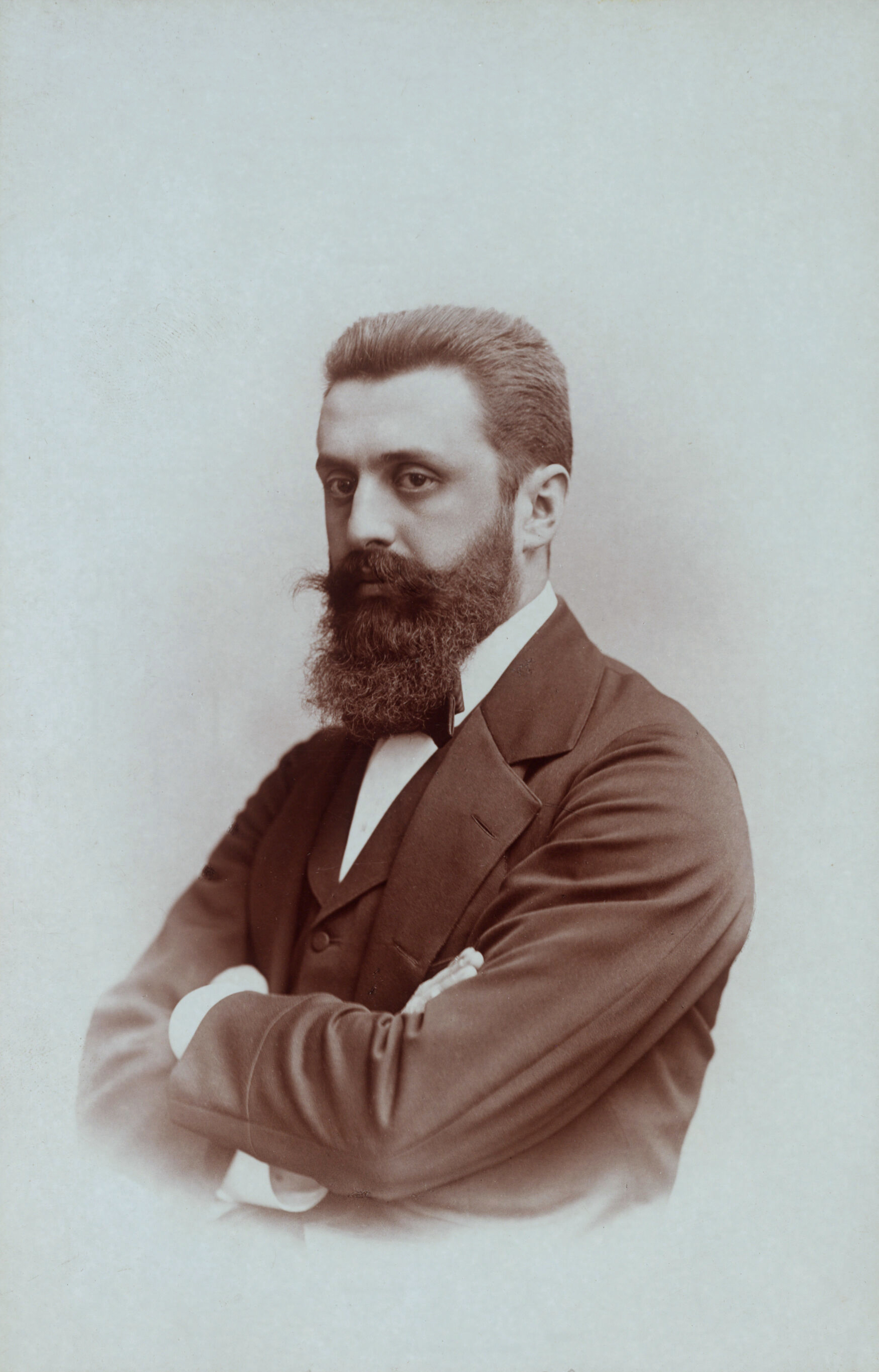
Theodor Herzl

El Programa para la Uganda Británica fue un plan para entregar una parte del África Oriental Británica al pueblo judío para que se establecieran allí. El programa tuvo el apoyo del sionista, Theodor Herzl, para que sirviera como refugio temporal de judíos europeos que huían del antisemitismo.

## La propuesta
La oferta fue realizada por primera vez por el Secretario británico colonial Joseph Chamberlain al grupo sionista de Theodor Herzl en 1903. La oferta comprendía 13 000 km² de la escarpa de Mau, en lo que actualmente es territorio de Kenia. La oferta era una respuesta a los pogromos acaecidos en el Imperio ruso contra los judíos, y se pensaba que esta zona podía servir de refugio al pueblo judío.
La idea fue presentada en el sexto Congreso sionista realizado en 1903 en Basilea. El tema fue objeto de un fuerte debate. Las tierras en África fueron descritas como una "antesala a la Tierra Prometida" y un "nachtasyl" (refugio nocturno temporal). Sin embargo otros grupos consideraban que aceptar la oferta haría después más difícil establecer un estado judío en Palestina. Antes del voto la delegación rusa manifestó con dureza su oposición. Finalmente la moción fue aprobada por 295 votos a 177 votos.
Al año siguiente se envió una delegación de tres hombres a inspeccionar la meseta. Su altura atemperaba el clima, haciéndolo adecuado para un asentamiento de europeos. Sin embargo, los observadores encontraron una tierra peligrosa habitada por leones y otras criaturas salvajes. Además, en la zona habitaba una gran población masái que no parecía mirar con buenos ojos el establecimiento de europeos en sus tierras.
Luego de analizar el informe del viaje, el Congreso decidió en 1905 declinar de forma cortés la oferta británica. Algunos judíos consideraron esta decisión como equivocada y la Jewish Territorialist Organization se dividió con la finalidad específica de establecer un estado judío en cualquier sitio, no necesariamente en la Tierra Santa. Unas pocas familias judías se mudaron a Kenia, y algunos de sus descendientes todavía permanecen allí.[cita requerida]

## Nuevo intento
Durante la Segunda Guerra Mundial, Winston Churchill revivió la propuesta de Uganda en un intento por crear un refugio para los judíos que escapaban del régimen nazi en Alemania. Pero para ese entonces las organizaciones sionistas estaban decididas a establecerse en Palestina y tenían miedo que si aceptaban la propuesta británica ello socavara los intentos de lograr apoyo de los británicos para terminar con las restricciones sobre el número de judíos a los que se les permitía emigrar al Mandato Británico de Palestina.